# Augsburg (Schiff, 1910)
Die Augsburg war ein Kleiner Kreuzer der Kaiserlichen Marine, der im Ersten Weltkrieg gegen die russische Flotte eingesetzt wurde.

## Geschichte
Während ihrer Erprobungszeit nahm die Augsburg am 17. Januar 1911 bei den Rettungs- und Bergungsarbeiten für das gesunkene Unterseeboot U 3 teil. Am 24. Februar 1911 wurde sie Versuchsschiff bei der Torpedoinspektion. 1912 und 1913 diente sie als Artillerieversuchsschiff. Zu diesem Zweck baute man die Augsburg bei der Kaiserlichen Werft in Danzig um. Am 20. Mai 1914 besuchte sie die schottische Stadt Dundee. Kapitän Fischer wurde von dem Lord Provost begrüßt und „die grösste Freundlichkeit wurde gezeigt“. Ab Juni 1914 versah sie Vorposten- und Sicherungsdienste in der Ostsee.

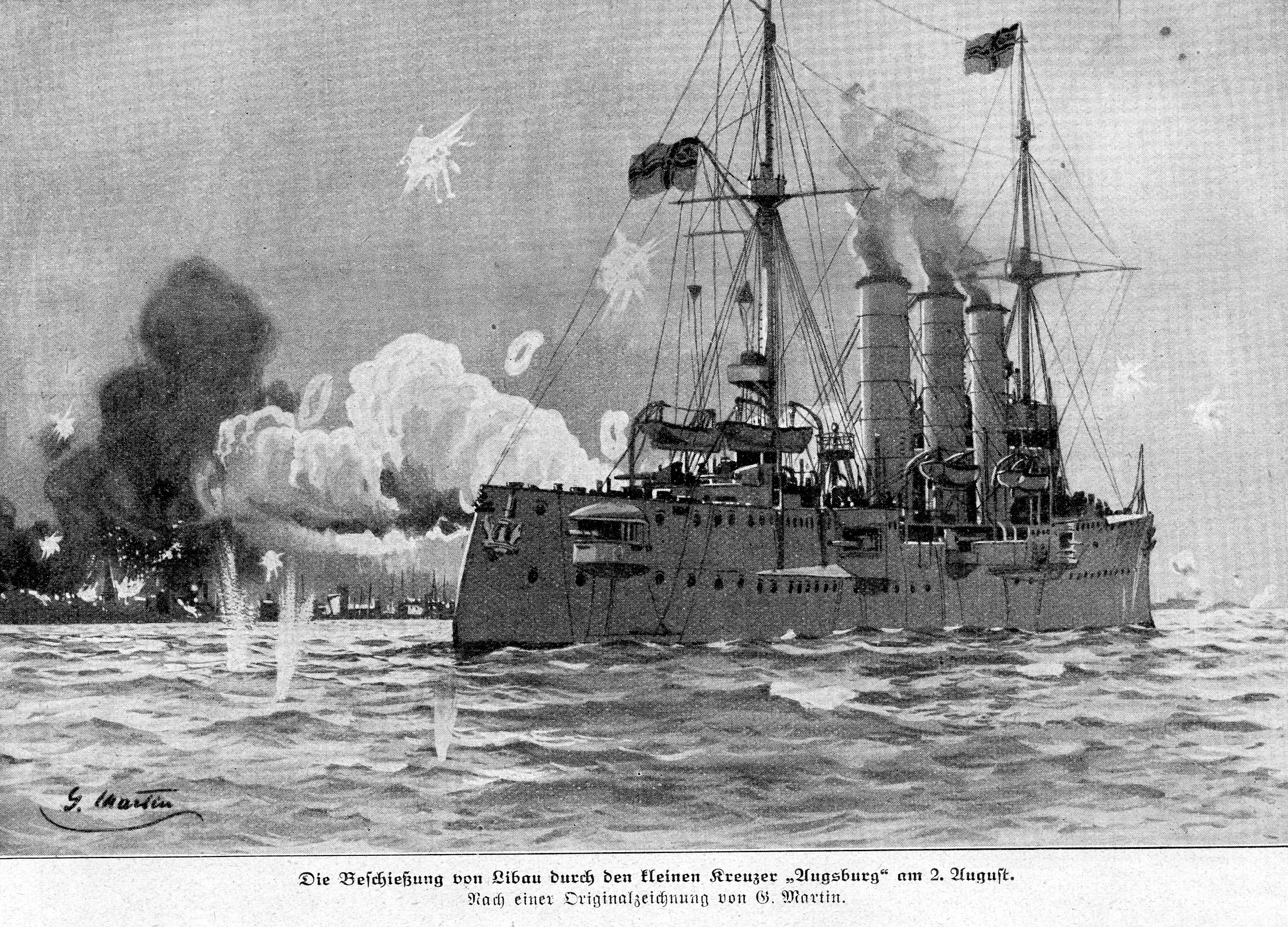
Beschießung der russischen Hafenstadt Libau am 2. August 1914 durch den Kleinen Kreuzer Augsburg. Illustrierte Geschichte des Weltkrieges 1914–15.

Zu Beginn des Ersten Weltkrieges legte die Augsburg, zusammen mit dem Kleinen Kreuzer Magdeburg, Minen in der östlichen Ostsee, beschoss die Stadt Libau und unternahm Vorstöße in den Finnischen Meerbusen. Bei vier weiteren solcher Unternehmungen kam es am 2. September 1914 zu einem Gefecht mit dem russischen Zerstörer Nowik sowie am 6. September 1914 mit den beiden russischen Panzerkreuzern Bajan und Pallada. Als bei einem geplanten deutschen Angriff auf die durch Minenfelder gesicherte russische Marinebasis Libau der Große Kreuzer Friedrich Carl am Morgen des 17. November 1914 etwa 30 Seemeilen vor Memel auf zwei Minen lief und aufgegeben werden musste, nahm die Augsburg die überlebende Besatzung auf. Bei einem weiteren Vorstoß im Januar 1915 erhielt die Augsburg selbst einen Minentreffer und hatte acht Tote zu beklagen. Das Schiff erreichte mit eigener Kraft Stettin, wo man es notdürftig reparierte. Nach einer gründlichen Überholung bei Blohm & Voss in Hamburg war die Augsburg im April 1915 wieder einsatzbereit.
Am 2. Juli 1915 nahm die Augsburg am sogenannten Gotland-Raid teil. Dann folgten in den nächsten Monaten mehrere Vorstöße und Minenunternehmungen mit dem Kleinen Kreuzer Straßburg sowie den Minenschiffen Rügen und Deutschland. Im Juli 1916 kam es bei einem solchen Unternehmen im Rigaischen Meerbusen zu einer Grundberührung. Die Augsburg musste deshalb nach Kiel in die Kaiserliche Werft zur Reparatur. Zugleich wurden die 10,5-cm-Geschütze gegen sechs 15-cm-Kanonen ausgetauscht und die Brücke umgebaut.
Im April 1917 war die Augsburg wieder klar und fuhr weiterhin Einsätze in der Ostsee. Im Oktober war sie bei der Besetzung der Baltischen Inseln (Unternehmen Albion) dabei. Nach dem Waffenstillstand mit Sowjetrussland teilte man die Augsburg im Januar 1918 der Unterseebootsinspektion zu. Seit dem 20. Juli 1918 ersetzte sie den Kleinen Kreuzer Stettin als Führerschiff der Minen- und Räumverbände. Ihr Liegeplatz war nun Cuxhaven, wo sie am 17. Dezember 1918 außer Dienst gestellt wurde.
Im November 1918 hatten revolutionäre Matrosen des Arbeiter und Soldatenrats Cuxhaven kurzzeitig das Kommando über das Schiff übernommen. Auf Befehl des Arbeiter und Soldatenrats fuhr die Augsburg, jetzt unter der Flagge der Novemberrevolutionäre, elbaufwärts, um in Hamburg die Umsetzung der revolutionären Bemühungen zu unterstützen.

## Verbleib
Gemäß den Bedingungen des Versailler Vertrages musste die Augsburg aus der Flottenliste gestrichen und am 3. September 1920 als Reparationsschiff „Y“ an Japan ausgeliefert werden. Da die Japaner keine Verwendung für das ihnen zugesprochene Schiff hatten, ließen sie es 1922 in Dordrecht abwracken.

## Kommandanten
| November 1910 bis März 1911   | Korvettenkapitän / Fregattenkapitän Ernst-Oldwig von Natzmer |
| März bis September 1911       | Fregattenkapitän / Kapitän zur See Johannes von Karpf        |
| Oktober 1911 bis Juli 1912    | Fregattenkapitän Heinrich Rohardt                            |
| Juli bis September 1912       | Fregattenkapitän Viktor Reclam                               |
| Oktober 1912 bis Oktober 1914 | Fregattenkapitän / Kapitän zur See Andreas Fischer           |
| Oktober 1914 bis Januar 1917  | Korvettenkapitän / Fregattenkapitän Johannes Horn            |
| Januar bis Juli 1917          | Korvettenkapitän / Fregattenkapitän Siegfried Westerkamp     |
| Juli 1917 bis März 1918       | Fregattenkapitän Max Lutter                                  |
| März bis Mai 1918             | Fregattenkapitän Fritz Müller-Palm                           |
| Mai bis Juli 1918             | Fregattenkapitän Eduard Bartels                              |
| Juli bis September 1918       | Kapitänleutnant Max Gréus (in Vertretung)                    |
| September bis Dezember 1918   | Korvettenkapitän Bernhard Bobsien                            |